# Gelijnde silene-uil
De gelijnde silene-uil (Sideridis reticulata, syn. Heliophobus reticulata) is een nachtvlinder uit de familie van de uilen, de Noctuidae. De voorvleugellengte bedraagt tussen de 17 en 19 millimeter. De soort komt verspreid over een groot deel van het Palearctisch gebied voor. Hij overwintert als pop.

## Waardplanten
De gelijnde silene-uil heeft zeepkruid, blaassilene en gewoon varkensgras als waardplanten.

## Voorkomen in Nederland en België
De gelijnde silene-uil is in Nederland en België een zeldzame soort, die verspreid over het hele gebied op zandgronden kan worden gezien, maar vooral in de duinen. De vlinder kent één generatie die vliegt van begin mei tot halverwege augustus.